# Dicyema acheroni
Dicyema acheroni är en djurart som tillhör fylumet rhombozoer, och som beskrevs av Bayard Harlow McConnaughey 1949. Dicyema acheroni ingår i släktet Dicyema och familjen Dicyemidae. Inga underarter finns listade i Catalogue of Life.